# کوجی وادا (بازیگر)
کوجی وادا (انگلیسی: Kōji Wada; ۲۸ ژانویهٔ ۱۹۴۴ – ۶ ژوئیهٔ ۱۹۸۶) بازیگر اهل ژاپن بود.